# Dardagny
Dardagny är en ort och kommun i kantonen Genève, Schweiz. Kommunen består av ortsdelarna Dardagny och La Plaine. Kommunen har 1 853 invånare (2023).